# Upplands golfdistriktsförbund
Upplands golfdistriktsförbund omfattar golfklubbarna i Uppsala län samt Norrtälje och Sigtuna kommuner.

## Golfklubbar Upplands golfdistriktsförbund

### Almunge golfklubb
Almunge golfklubb bildades 1983.
| style="width:200px" | hål | Par |  |  | Spelklar | Arkitekt: |

### Arlandastads golfklubb
Arlandastads golfklubb i Arlanda bildades 1993. Scandinavian Masters spelades på banan 2007 och 2008.
| Gamla banan | 18 hål | Par 70 | 6200 5675 4855 | Parkbana | Spelklar 1993 | Arkitekt: Sune Linde |

| Nya banan | 18 hål | Par 71 | 5335 4410 | Parkbana | Spelklar 2002 | Arkitekt: Peter Chamberlain |

### Björklidens golfklubb
Björklidens golfklubb, med säte i Bromma bildades 1985. 2005 utsågs klubben till Årets golfklubb.
| Björkliden Arctic Golf Course | 9 hål | Par 34 | 2146/1977 1819/1750 | Kuperad bana | Spelklar 1989 | Arkitekt: Sune Linde |

| Bromma Golf | 9 hål | Par | 1378 |  | Spelklar 2000 | Arkitekt: Egen regi |

| Bodaholm, norra banan | 18 hål | Par |  |  | Spelklar 2006 | Arkitekt: Peter Chamberlain |

| Bodaholm, södra banan | 18 hål | Par |  |  | Spelklar 2006 | Arkitekt: Peter Chamberlain |

### Burviks golfklubb
Burviks golfklubb bildades 1989.
| Burviks golfbana | 18 hål | Par 72 |  | Naturbana | Spelklar 1992 | Arkitekt: Bengt Lorichs |

### Dillingby golfklubb
Dillingby golfklubb ligger i Dillingby söder om Norrtälje.
| Dillingby golfbana | 9 hål | Par |  |  | Spelklar 1993 | Arkitekt: |

### Edenhof golfklubb
Edenhof golfklubb i Bälinge bildades 1991.
| Edenhofs golfbana | 18 hål | Par 72 | 6339 5898 5418 4924 | Park- och skogsbana | Spelklar 1991 | Arkitekt: Sune Linde |

### Enköpings golfklubb
Enköpings golfklubb bildades 1970.
| Enköpings golfbana | 18 hål | Par 71 | 5439 4805 | Parkbana | Spelklar 1987 | Arkitekt: Nils Sköld |

### Friiberghs golfklubb
Huvudartikel: Friiberghs GK

### Grönlunds golfklubb
Grönlunds golfklubb i Almunge bildades 1989.
| Grönlunds golfbana | 18 hål | Par 71 | 5865 5456 4641 | Naturbana | Spelklar 1991 | Arkitekt: Åke Persson |

### Hallstaviks golfklubb
Hallstaviks golfklubb bildades 1997.
| Hallstaviks golfbana | 18 hål | Par 72 | 5777 5632 4867 4623 | Park- och skogsbana | Spelklar 2000 | Arkitekt: Bengt Lorichs |

### International Golf Club
International Golf Club ligger i Vidbo.
| International GC | 18 hål | Par | 6499 6173 5731 4714 | Skogs- och ängsbana | Spelklar 2006 | Arkitekt: |

### Johannesbergs golf & country club
Johannesbergs golf & country club i Rimbo bildades 1988.
| 18-hålsbanan | 18 hål | Par 72 | 6223 5783 5279 5190 | Park- och skogsbana | Spelklar 1991 | Arkitekt: Donald Steel |

| 9-hålsbanan | 9 hål | Par 34 | 2259 1909 | Parkbana | Spelklar 1991 | Arkitekt: Donald Steel |

### Kåbo golfklubb
Kåbo golfklubb i Uppsala bildades 1986.
| Kåbo golfbana | 9 hål | Par 34 |  | Parkbana | Spelklar 1987 | Arkitekt: Martin Söderberg |

### Sparren Golfklubb
Sparren Golfklubb i Rimbo bildades 2018.
| Sparren golfbana | 18 hål | Par 72 | 6197 5709 4892 | Park- och skogsbana | Spelklar 1990 | Arkitekt: Åke Persson |

### Norrtelje golfklubb
Norrtelje golfklubb i Lisinge bildades 1993.

### Olandsbygdens golfklubb
Olandsbygdens golfklubb i Alunda bildades 2002.
| Alunda golfbana | 9 hål | Par 36 | 2937 2465 | Park- och skogsbana | Spelklar 2004 | Arkitekt: Rune Löfgren, Johan Benestam |

### Roslagens golfklubb
Roslagens golfklubb i Norrtälje bildades 1965.
| 18-hålsbanan | 18 hål | Par 72 |  | Skogsbana | Spelklar 1965 | Arkitekt: Thure G Oxenstierna |

| 9-hålsbanan | 9 hål | Par 34 |  | Parkbana | Spelklar | Arkitekt: Thure G Oxenstierna |

### Salsta golfklubb
Salsta golfklubb i Vattholma bildades 1987.
| Salsta golfbana | 18 hål | Par 72 | 6139 5724 5330 4872 | Parkbana | Spelklar 9 hål 1993, 18 hål 1998 | Arkitekt: Leif Öfverberg |

### Sigtunabygdens golfklubb
Sigtunabygdens golfklubb i Sigtuna bildades 1961.
| Sigtunabygdens golfbana | 18 hål | Par 72 | 6151 5709 5313 4699 | Parkbana | Spelklar 1971 | Arkitekt: Nils Sköld |

### Skepptuna golfklubb
Skepptuna golfklubb i Märsta bildades 1988.
| Vallarundan | 9 hål | Par 37 |  | Skogs- och ängsbana | Spelklar 2004 | Arkitekt: Jan Sederholm |

### Söderby golfklubb
Söderby golfklubb i Uppsala bildades 1995.
| 18-hålsbanan | 18 hål | Par 73 | 6519 6239 5289 | Parkbana | Spelklar 2004 | Arkitekt: Rune Lövgren, Johan Benestam |

| 9-hålsbanan | 9 hål | Par 30 |  | Parkbana | Spelklar 1995 | Arkitekt: Jonas Ekström |

### Upsala golfklubb
Upsala golfklubb i Uppsala bildades 1937.
| 18-hålsbanan | 18 hål | Par 72 | 6213 5868 5316 4920 | Park- och skogsbana | Spelklar 1964 | Arkitekt: Gregor Paulsson |

| 9-hålsbanan | 9 hål | Par 35 | 2830 2410 | Park- och skogsbana | Spelklar 1978 | Arkitekt: Einar Jansson, Nils Nyberg |

### Vassunda golfklubb
Vassunda golfklubb i Knivsta golfklubb bildades 1989.
| Vassunda golfbana | 18 hål | Par 72 | 6141 5732 5275 4879 | Park- och skogsbana | Spelklar 1992 | Arkitekt: Sune Linde |

### Veckholms golfklubb
Veckholms golfklubb i Enköping bildades 2004.
| Veckholms golfbana | hål | Par |  |  | Spelklar | Arkitekt: Kenny Cross |

### Väddö golfklubb
Väddö golfklubb bildades 1991.
| Väddö golfbana | 18 hål | Par 69 | 4691 4088 | Park- och skogsbana | Spelklar 9 hål 1991, 18 hål 2005 | Arkitekt: Carl Torstensson, Peter Chamberlain |

### Älvkarleby golfklubb
Älvkarleby golfklubb bildades 1983.
| Älvkarleby golfbana | 18 hål | Par 70 |  | Parkbana | Spelklar 1992 | Arkitekt: Jan Sederholm |

### Örbyhus golfklubb
Huvudartikel: Örbyhus GK

### Öregrunds golfklubb
Öregrunds golfklubb i Östhammars kommun bildades 1988.
| Öregrunds golfbana | 18 hål | Par 72 | 5590 4770 | Park- och skogsbana | Spelklar 1992 | Arkitekt: Bengt Lorichs |